# 沢ちひろ
沢 ちひろ（さわ ちひろ、3月17日 - 2016年2月）は、女性作詞家。
1980年代中期から主にアイドル系からロック・ニューミュージック系に作品を提供した。代表作は沢田知可子「会いたい」、近藤真彦「ミッドナイト・シャッフル」。うしろゆびさされ組のアルバム収録曲の大半を手がけている。

## 略歴
1985年、レベッカのシングル『ラブ イズ Cash』でデビュー。
1990年、沢田知可子に提供、同年6月に発売された『会いたい』が、翌1991年に大ヒットを記録する。この曲で沢田は第24回全日本有線放送大賞を受賞する。
2016年2月に心不全で死去。

## 作詞提供
- 浅香唯
  - 贈りもの
- 穴井夕子
  - Hallelujah!
- アン・ルイス
  - VIRGIN LAND
- ISSA
  - GET BACK MY SOUL
- うしろゆびさされ組
  - 偏差値BOY
  - お呼びじゃないの
  - 上手な恋の飲みかた
  - 天使のアリバイ
  - コスモス通りの異星人
  - Dan Dan赤ずきん
  - ハートボイルドはお好き?
  - わたしは知恵の輪（puzzling）
  - お呼びじゃないの
  - あぶないサ・カ・ナ
  - さよなら 失恋ピエロくん
  - ◉ OR Ⓧ
  - ハナイチモンメ
  - ピタゴラスをぶっとばせ
  - πの悲劇
- GWINKO
  - DREAMIN' KISS
  - MILKY-WAYは君につづいて
  - 鐘がきこえる日々
  - 星に願いを
- 近藤真彦
  - ミッドナイト・シャッフル
- 西城秀樹
  - もいちど
  - 危ない橋を渡れ
- 沢田知可子
  - 会いたい
  - 幸せになろう
  - ふたり
  - Melody
  - 忘れられない
  - 冬のほたる　※遺作
- G・GRIP
  - 翼
- 高井麻巳子
  - かげろう
  - メロディ
- 髙嶋政宏
  - 誰よりも
  - こわれるくらい抱きしめたい
- チェキッ娘
  - 大好きな恋
- BEGIN
  - あふれる涙
- BABY'S BREATH
  - TEARS
  - LIKE A CLOUD
  - LONG WAY HOME
- 松本典子
  - No wonder
  - Kiwi paradise
  - two's summer
  - Shadow'86
  - This cool〜冷たい雨〜
  - Roman walk
  - Season wind
- 水谷麻里
  - 夢で逢いましょう
- 観月ありさ
  - 月（ルーナ）
- 宮原学
  - THE FIGHT
  - BLUZY CRAZY
  - FEELIN' BAD
  - LUCIA
  - GIVE ME YOUR LOVE
  - NEVER SAY GOOD-BYE
  - READY STEADY GO
  - UP TOWN-BROKEN SKY
  - WALKIN' IN THE RAIN
  - FOUR-ROUND BOY
  - WATCHIN' YOU
  - WON'T YOU SMILE
  - CRY
  - JAIL
  - JUST MY BABY
  - DESTINY
  - PRIVATE EMOTION
  - STARDUST KIDS
  - I CAN DANCE
  - WE GOTTA BEAT
- 以下は宮原学と共同作詞
  - GET READY
  - EVERYTHING IS ALRIGHT
  - WOMAN LOVE
- レベッカ - 全曲NOKKOと共同。
  - ラブ イズ Cash（作詞家デビュー作）
  - WILD EYES
  - プライベイト・ヒロイン
  - 76th Star
  - London Boy
- 渡辺満里奈
  - 月夜のピアニスト
  - こんなふうに歌えたら
  - DIARY
  - ふたりの少年
  - プライベートサマー
  - フォトグラフ
  - One Night
  - Cotton Candy
  - 恋をしただけ
  - 恋の日付変更線
  - 鏡の国のI LOVE YOU
  - See You
  - ハートでCATCH

## 書籍
- 「たまゆら やっぱり誰かを愛したら」エムウェーブ 2001年2月 写真家竹沢あずまと共著 エッセイ&ポエム集